# 于贝尔萨克森
于贝尔萨克森是奥地利福拉尔贝格州费尔德基希县的一个市镇。总面积5.76平方公里，总人口596人，人口密度103.5人/平方公里（2005年）。